# اینوسکو
اینوسکو (به انگلیسی: Invesco) شرکت خدمات مالی آمریکایی است، که در زمینه ارائه خدمات مدیریت سرمایه‌گذاری، مدیریت اوراق بهادار مضطرب، خدمات وام، تحلیل بنیادین سهام سرمایه، اوراق درآمد ثابت، صندوق پوشش ریسک، صندوق سرمایه‌گذاری در سایر صندوق‌ها و صندوق قابل معامله فعالیت می‌کند. دفتر مرکزی این شرکت در شهر آتلانتا قرار دارد.